# Комбинирани клещи
Комбинирани клещи са клещи, които обединяват функциите на повече инструменти и поради това са многофункционален инструмент. Той се използват за захващане и за отрязване на тел и проводници. За целта клещите имат два вида странични режещи страни, както при секачките. Те могат да се закалят допълнително за да се използват за рязане на стоманена тел като например струни. Имат и завита част, която има назъбена част за захващане на кръгли детайли. Могат да се използват и като плоски клещи. Обикновено имат изолация на дръжките, така че да се използват за електро-ремонтни дейности.